# 金聖柱 (主持人)
金聖柱（： Kim Seong Ju，1972年10月10日—），韓國主持人、播音員，多年來作為專業體育解說員並展現了強大的存在感，並向大眾提供友好且清晰的廣播。曾主持多個人氣綜藝節目，包括廣受歡迎的《神秘音樂秀：蒙面歌王》、《拜託了冰箱》、《團結才能火》、《白種元的胡同餐館》等，是韓國最受歡迎的主持人之一。

## 個人簡介
金聖柱於1995 年12 月開始廣播，最初是透過廣播全國新聞的有線廣播（KTV），之後活躍於新聞廣播、體育解說員、廣播DJ和節目主持等領域。2002他年與大學校園認識九年的妻子金秀貞結婚並且育有二子一女。
非常擅長主持的他，經常憑藉自己的聰明才智化解危機，比如《神秘音樂秀：蒙面歌王》直播時在陷入困境的情況下，他克服危機仍冷靜地繼續直播。
他的流行語有：「60秒後回來」、「請摘下面具，露出你的臉吧」。
金聖柱於2013年、2014年與大兒子金民國和二兒子金民律參加MBC的綜藝節目《爸爸！我们去哪兒？》，受到觀眾的關注與喜愛。

## 人物轶事
金圣柱曾在一次节目里提到，他有一次在前往朝鲜的时候，因为自己的名字和已故朝鲜国家主席金日成的曾用名一致（朝鲜语写法都为“김성주”），曾被朝鲜边境检查站工作人员为难。

## 主持作品

### 目前節目主持
| 日期                  | 頻道 | 節目名稱                    | 備註                              |
| 2014年4月5日 - 至今   | MBC  | 《神秘音樂秀：蒙面歌王》    | MC                                |
| 2023年10月3日 - 至今  | JTBC | 《團結才能踢》第三季 播出中 | 與金勇萬、安貞桓、趙源熙 共同主持 |
| 2024年12月15日 - 至今 | JTBC | 《拜託了冰箱 since 2014》   | 安貞桓共同主持                    |

### 過去節目主持
| 日期                            | 頻道          | 節目名稱                     | 備註                                              |
| 2009年 - 2016年                 | Mnet          | Super Star K                 | MC（連續八季主持）                                |
| 2010年9月25、26日               | MBC           | MBC偶像明星運動會            | MC（第一屆中秋特輯）                              |
| 2011年2月5、6日                 | MBC           | MBC偶像明星運動會            | MC（第二屆春節特輯）                              |
| 2012年7月25、26日               | MBC           | MBC偶像明星運動會            | MC（第五屆倫敦奧運會）                            |
| 2013年10月18日                  | MBC           | MBC大長今開播十週年特輯      | （與金裕貞、崔振赫 共同主持）                     |
| 2014年1月30、31日               | MBC           | MBC偶像明星運動會            | MC（第八屆春節特輯）                              |
| 2014年10月31日 - 2015年9月27日  | JTBC          | 百人百曲-走到最後            | （與張允瀞、文熙俊 共同主持）                     |
| 2014年11月17日 - 2019年11月25日 | JTBC          | 拜託了冰箱                   | 與安貞桓 共同主持                                 |
| 2015年2月19、20日               | MBC           | MBC偶像明星運動會            | MC（第九屆春節特輯）                              |
| 2015年                          | O'live        | 韓食大捷3                    | MC                                                |
| 2016年                          | tvN           | 名單公開2016                 | 與劉恩湖 共同主持                                 |
| 2016年2月17日 - 8月10日         | JTBC          | Cook家代表                   | （與姜虎東、安貞桓 共同主持）                     |
| 2016年4月7日 - 9月8日           | MBC           | 能力者們                     | （與李敬揆 共同主持）                             |
| 2016年9月14日                   | MBC           | 偶像料理王                   | MC（秋夕特輯）                                    |
| 2016年11月19日 - 2018年10月7日  | JTBC          | 團結才能火                   | 與鄭亨敦、安貞桓、金勇萬                          |
| 2017年4月1日 - 7月9日           | Channel A     | 五快男                       | 與安貞桓、韓尚進、曹世鎬、Shownu、李多智          |
| 2017年5月18日 - 7月7日          | tvN           | 改變課堂                     | （與李笛共同主持）                                |
| 2017年7月21日 - 12月29日        | SBS           | 白鍾元的快餐車               | MC                                                |
| 2017年8月4日 - 2018年6月8日     | MBC           | Ranking Show 1,2,3           | MC                                                |
| 2018年1月5日 - 2021年12月29日   | SBS           | 白種元的胡同餐館             | MC                                                |
| 2018年8月23日 - 10月25日        | Mnet          | 家访老师                     | 与朴明秀、San E 共同主持                          |
| 2018年9月11日 - 11月13日        | E Channel     | 共同學習區域JSA              | 與金九拉共同主持                                  |
| 2019年4月27日 - 7月13日         | MBN           | 訓MAN正音                    | MC                                                |
| 2019年6月30日 - 2021年1月23日   | JTBC/ Netflix | 《團結才能踢》第一季 共82集  | 與金勇萬、安貞桓 共同主持                         |
| 2021年3月23日－2021年6月22日    | Channel A     | 《鋼鐵部隊》第一季           | 與張東民、金希澈、金東炫、Chuu、崔英宰 共同主持   |
| 2021年8月8日 - 2023年9月3日     | JTBC/ Netflix | 《團結才能踢》第二季 共108集 | 與金勇萬、安貞桓、李同國、趙源熙 共同主持         |
| 2022年2月22日－2022年6月7日     | Channel A     | 《鋼鐵部隊》第二季           | 與張東民、金希澈、金東炫、安俞真、崔英宰 共同主持 |
| 2022年2月22日 - 2023年12月5日   | Channel A     | 《鋼鐵部隊》第三季           | 與金希澈、金東炫、Chuu、崔英宰、 尹斗俊 共同主持  |

## 頒獎典禮主持
| 日期   | 電視台 | 頒獎典禮       | 備註                                                   |
| 2014年 |        | 大田電視劇節   | 2014年11月15日第3屆（與朴昭妍共同主持）                |
| 2014年 | MBC    | MBC演藝大賞    | 2014年12月29日（與金成鈴、朴炯植共同主持）             |
| 2014年 | MBC    | 歌謠大祭典     | 2014年12月31日（與全炫茂、李幼梨、惠利、韶宥共同主持） |
| 2015年 | JTBC   | 第29屆金唱片獎 | 2015年1月14、15日（與全炫茂、Fei、Tiffany共同主持）    |
| 2015年 | MBC    | MBC演藝大賞    | 2015年12月29日（與金九拉、韓彩雅共同主持）             |
| 2015年 | MBC    | 歌謠大祭典     | 2015年12月31日（與潤娥共同主持）                       |
| 2016年 | MBC    | MBC演藝大賞    | 2016年12月29日（與全炫茂、李聖經共同主持）             |
| 2016年 | MBC    | 歌謠大祭典     | 2016年12月31日（與潤娥共同主持）                       |
| 2019年 | SBS    | SBS演藝大賞    | 2019年12月28日（與朴娜勑、曹正植共同主持）             |

## 演出作品

### 綜藝節目出演
| 日期          | 頻道 | 節目名稱           | 集數 | 備註         |
| 2014年—2015年 | MBC  | 爸爸！我们去哪兒？ | 104  | 與次子金民律 |

### MV
- SISTAR - 니까짓게 How Dare You（開頭客串）

## 獲獎
| 年份 | 大賞名稱    | 獎項                          | 節目                 |
| 2013 | MBC演藝大賞 | PD獎                          | 爸爸！我们去哪兒？   |
| 2014 | MBC演藝大賞 | MC部門 特別獎                 |                      |
| 2015 | MBC演藝大賞 | Music、Talk Show部門 最優秀獎 | 神秘音樂秀：蒙面歌王 |
| 2016 | MBC演藝大賞 | Music、Talk Show部門 最優秀獎 | 神秘音樂秀：蒙面歌王 |

## 資料來源
1. ↑  . 여성동아.   [2023-12-08]. （原始内容存档于2023-12-08） （韩语）.
2. ↑  . 2022-07-06 –fmkorea.
3. ↑  세계일보. . 세계일보. 2014-05-28  [2023-12-08]. （原始内容存档于2023-12-08） （韩语）.
4. ↑  . 东亚日报. 2019-11-28  [2023-02-19]. （原始内容存档于2023-02-19） （韩语）.
5. ↑  .   [2017-02-19]. （原始内容存档于2017-02-02）.
6. ↑  .   [2017-02-19]. （原始内容存档于2017-02-20）.